# Araucaleon inca
Araucaleon inca är en insektsart som beskrevs av Banks 1938. Araucaleon inca ingår i släktet Araucaleon och familjen myrlejonsländor. Inga underarter finns listade i Catalogue of Life.